# 奧術
《奧術》（英語：Arcane: League of Legends），又名《英雄聯盟：奧術》（英語：Arcane），是一部動作冒險動畫劇集，由克里斯汀·林克和艾力克斯·葉創作。動畫製作為法國動畫工作室Fortiche在拳头游戏指導下負責，並由Netflix發行。本劇以《英雄聯盟》宇宙為背景，探索姊妹倆菲艾和吉茵珂絲的起源故事。《奧術》於2019年在遊戲10週年慶典上首次對外公布，第一季於2021年11月上線，第二季兼最終季於2024年11月上線。
《奧術》各種面向的評價皆趨向正面，包含動畫製作、故事、世界創建、動作鏡頭、角色、情緒表現、聲音和配音。有些人注意到本劇對從未玩過《英雄聯盟》的觀眾和該遊戲的資深粉都深具吸引力。它也創下Netflix所有影集中首播一週內收視率為最高的紀錄，於52國的Top 10節目皆位居榜首，在美國則排行第二。部分評論家和出版文章認為本劇是有史以來最佳的遊戲改編作品之一。2022年，該劇成為第一部榮獲黃金時段艾美獎最佳動畫節目獎的網路劇，同時也獲得安妮獎最佳大眾動畫暨電視廣播製作獎。

## 劇情
富裕的乌托邦都市皮爾托福（Piltover）和髒亂、充斥威脅的地下城市佐恩（Zaun）間的衝突不斷升級。菲艾和吉茵珂絲被捲著一場由相違背的理念與奧術科技而起的衝突。

## 角色

### 主要角色
- 菲艾（英语：Vi (League of Legends)）：海莉·史坦菲德[5]
- 爆爆／吉茵珂絲（英语：Jinx (League of Legends)）：艾拉·彭内爾[5]
  - 年幼的爆爆：米亞·辛克萊·詹妮斯（英语：Mia Sinclair Jenness）
  - 吉茵珂絲：莎拉·安妮·威廉斯（英语：Sarah Anne Williams）（歌唱，客串）
- 杰西·塔利斯（Jayce Talis）：凱文·阿歷詹卓[5]
- 凱特琳·吉拉曼恩（Caitlyn Kiramman）：梁佩诗[5]
  - 年幼的凱特琳·吉拉曼恩：莫莉·哈里斯（Molly Harris）
- 維克特（Viktor）：哈里·勞埃德[5]
- 希爾科（Silco）：傑森·史匹塞克（英语：Jason Spisak）
- 梅爾·梅德拉達（Mel Medarda）：托克絲·歐拉岡多耶（英语：Toks Olagundoye）[5]
- 范德爾（Vander）和波柏克（Bolbok）：JB·布蘭克（英语：JB Blanc）[5]
- 艾克：里德·香農（Reed Shannon）
  - 年幼的艾克：邁爾斯·布朗（英语：Miles Brown (actor)）
- ·漢默丁格（Cecil B. Heimerdinger）：米克·温格特[5]

### 其他角色
- 馬可斯（Marcus）和吉拉曼恩先生（Mr. Kiramman）：瑞米·海依（英语：Remy Hii）
- 卡珊德拉·吉拉曼恩（Cassandra Kiramman）和伊娃（Eve）：阿比盖尔·马洛（Abigail Marlowe）
- 麥羅：尤里·洛文塔爾[5]
- 克萊格（Claggor）：羅傑·克雷格·史密斯
- 戴克和薩洛（Salo）：喬許·基頓（英语：Josh Keaton）
- 本索：弗瑞德·塔塔薛瑞（英语：Fred Tatasciore）
- 格雷森（Enforcer Grayson）：索瑞·安達斯魯[5]
- 辛吉德（Singed）：布雷特·塔克
- 塞薇卡（Sevika）：阿米拉·范（英语：Amirah Vann）
- 秀拉：瑪拉·朱諾（英语：Mara Junot）
- 維恩、哈斯可（Hoskel）和哈羅德（Harold）：戴夫·B·米切爾（英语：Dave B. Mitchell）
- 芬恩：MIYAVI
- 斯凱：金伯利·布魯克斯（英语：Kimberly Brooks）
- 愛洛拉（Elora）：愛瑞卡·林貝克（英语：Erica Lindbeck）
- 安比薩·梅德拉達（Ambessa Medarda）：艾倫·托馬斯（英语：Ellen Thomas (actress)）
- 貝巴特（Babette）：米拉·弗蘭
- 的樂團：謎幻樂團
- 的樂團饒舌歌手：JID（英语：JID）
- 合唱團獨唱者：陳銳

## 集數
| 季數 | 集数 | 集数 | 上線日期      | 上線日期       |
| 季數 | 集数 | 集数 | 首映          | 季终           |
| ---- | ---- | ---- | ------------- | -------------- |
| 1    | 9    | 9    | 2021年11月6日 | 2021年11月20日 |
| 2    | 9    | 9    | 2024年11月9日 | 2024年11月23日 |

### 第一季（2021年）
| 第一幕 |   |                        |                          |                            |                |
| 1 | 1 | 欢迎来到游乐场         | 帕斯卡·查魯、阿諾·德蘿兒 | 克里斯汀·林克、艾力克斯·葉 | 2021年11月6日  |
| 来自被压抑的地下城市祖安的反叛者穿越大桥进入皮尔托福都市，结果遭到皮尔托福执法者的残酷反击。在随后的暴力事件中，蔚和爆爆姐妹俩发现父母死在瓦礫中，随后被战败的叛军领袖范德尔收留并视如己出。几年后，蔚和爆爆与其他被收养的兄弟麦罗和克莱格一起潛入皮尔托福某大樓單位內進行爆竊，爆爆偷取了魔法水晶，卻粗心打碎了一块，繼而引发爆炸毁掉了大楼的一大部分。在返回地下城途中，遭遇戴克和他的同黨，当她们以拳脚击退他们时，爆爆因被追赶而丢棄战利品。范德尔现為酒吧老板，也是祖安的社区领袖，他责骂孩子的任意妄為，并试图与执法的警长格雷森交涉平息此事。蔚责备麦罗稱爆爆是「扫把星」，并安慰她的妹妹说事情会变好的。在城市的最底层，犯罪头目希尔科从戴克获得了情报，并用老鼠试验一种称为微光的新式诱变剂。                                                                                                |   |                        |                          |                            |                |
| 2 | 2 | 有些谜题还是不解为妙   | 帕斯卡·查魯、阿諾·德蘿兒 | 尼克·盧丁頓                | 2021年11月6日  |
| 爆爆偷来的水晶原来是皮尔托福学院的学生杰斯制作的，皮尔托福的执政委员会以非法实验奥术魔法为由传唤他去作证。杰斯小时候曾被奥术魔法拯救过，他相信奥术魔法可以做为皮尔托福进化的新资源，但学院以危害城市为由开除他，他的研究也将被销毁。然而，当学院教授黑默丁格的残疾助手维克特提出要帮助他進行研究时，他的信念得以重新振作。此时，格雷森和她的伙伴马可斯向范德尔施压，要他揭露爆竊案的真凶，而祖安市民则要求他反击那些越界的执法者。他选择保护家人的安全，并维持中立。蔚不同意，决定自首。与此同时，希尔科胁迫戴克吞下微光药剂。 |   |                        |                          |                            |                |
| 3 | 3 | 改变需要不择手段的暴力 | 帕斯卡·查魯、阿諾·德蘿兒 | 艾希·布萊南                | 2021年11月6日  |
| 数年前，希尔科和范德尔为了把地下城从皮尔特沃夫手中解放出来而并肩作战，范德尔其後背叛了希尔科并试图将他溺死在祖安含毒的河流时，情况发生了变化。現今范德尔阻止了蔚去自首，却在突变的戴克杀死格雷森和她手下时，被希尔科抓了，而只有马可斯被释放。在皮尔特沃夫，杰斯和维克特在梅尔·梅德拉达议员的酌情指示下秘密使用水晶，并发明了海克斯科技——新的奥术技术。此时在地下城，蔚、麦罗和克莱格一起前去救范德尔，蔚虽击退希尔科的暴徒却被戴克狠狠揍了一顿。爆爆为了救她，引爆了其中一块水晶，克莱格和麦罗因而不幸遇难。范德尔在被希尔科打至重伤后，给自己注射了微光繼而杀了戴克，并在临死前救了蔚。悲痛之馀，蔚对爆爆呼巴掌，稱她是「扫把星」后转身离去，期後看到希尔科走向爆爆，欲走上前卻遭马可斯伏击及被抓住。爆爆以为蔚已经不要她了，遂哭倒在希尔科怀里。他抱著爆爆并告诉她：「我们会让他们看清楚这一切。」 |   |                        |                          |                            |                |
| 第二幕 |   |                        |                          |                            |                |
| 4 | 4 | 進步日快樂！           | 帕斯卡·查魯、阿諾·德蘿兒 | 大衛·鄧恩                  | 2021年11月13日 |
| 数年后，皮尔特沃夫憑杰斯的海克斯科技技术而繁荣起来，并在名为“进步日”的节日庆祝200週年。杰斯最初希望在典礼上公布他和维克特的最新宝石装置，但在黑默丁格警告他它可能具有的危险后，遂放弃此想法。与此同时，爆爆现在已是名叫金克丝并为希尔科工作的少女，协助他将微光的材料走私进皮尔特沃夫。在某次行动被称为野火帮的底城帮派的介入以及蔚的短暂幻觉破坏后，金克丝试图以偷取杰斯的宝石与炸死六个执法者的作为挽回希尔科對她的信心。皮尔特沃夫的执政委员会拨席位给杰斯，以保护他们的人民免受被盗宝石的影响。凯特琳是经验不足的执法者更是杰斯的童年朋友，她前去静水监狱想从希尔科的手下那里收集关于金克丝的信息，反而让她遇见被马可斯囚禁至已成年的蔚。 |   |                        |                          |                            |                |
| 5 | 5 | 眾人都想與我為敵       | 帕斯卡·查魯、阿諾·德蘿兒 | 阿曼達·奧弗敦              | 2021年11月13日 |
| 鉴于蔚对祖安熟门熟路又了解金克丝的炸药，凯特琳以假文件将她带离监狱并一同找寻希尔科。蔚找到希尔科的大副並得知金克丝与希尔科的关系，在随后的战斗中被塞维卡刺伤。于此同时，人们发现马可斯在希尔科的帮助下晋升为执法者的警长，交换条件是他必须对微光走私视而不见，并将进步日的爆炸与抢劫事件推给野火帮。金克丝因类似的装置杀害了她的亲人而导致创伤，拒绝拿新的海克斯科技宝石做事。为此，希尔科将她带到范德尔试图溺毙他的河边，劝说爆爆接受金克丝这个新身份。於皮尔特沃夫的杰斯与议员梅德拉达开始一段情爱关系。此时维克特的病情持续恶化，越来越渴望利用海克斯科技技术找到解方。 |   |                        |                          |                            |                |
| 6 | 6 | 當高牆倒下             | 帕斯卡·查魯、阿諾·德蘿兒 | 艾力克斯·葉                | 2021年11月13日 |
| 在维克特因病倒在实验室后，他和杰斯开始研究「海克斯核心」，这是一种新的海克斯科技机器，能对有机体产生反应而有治病的潜能。鉴于它的危险性，黑默丁格要求将其销毁，引致杰斯策划将他自理事会除名。维克特找他儿时的导师辛吉德来协助改善海克斯核心。希尔科命令马可斯杀死凯特琳和蔚，马可斯意识到这场冲突将导致与祖安的战斗，遂进行皮尔特沃夫的防御准备。蔚和凯特琳在祖安的底层找到安全屋，以便让蔚从与塞薇卡的战斗中恢复过来，但被希尔科以微光贿赂当地的瘾君子而找到，她俩好不容易才得以逃脱。在得知蔚回来时，金克丝点燃了蔚在多年前救范德尔的任务中交给她的信号弹，蔚看见后两姐妹得以重逢，然而凯特琳的出现导致金克丝的猜忌。野火帮突然现身偷走宝石并绑架了凯特琳和蔚。 |   |                        |                          |                            |                |
| 第三幕 |   |                        |                          |                            |                |
| 7 | 7 | 小男孩大救星           | 帕斯卡·查魯、阿諾·德蘿兒 | 尼克·盧丁頓                | 2021年11月20日 |
| 野火帮的首领原来是艾科，现在的他已是久经沙场的战士。他解释道，范德尔死后，希尔科接管了地下世界并让民众染上微光毒瘾。在艾科的领导下，野火帮一直努力挫败希尔科，并使吸毒者康复。金克丝对希尔科对她隐瞒蔚回来的消息感到愤怒，但他还是说服她继续执行他的旨意。两城市间的动乱日益严重，梅尔说服杰斯进行海克斯技术武器的研究。于此同时，维克特利用微光让海克斯核心改造他衰弱的身体，并与不再值得信任的杰斯渐行渐远。为了将宝石送回皮尔特沃夫，艾科和凯特琳在封锁区与马可斯见面。在马可斯背叛凯特琳后，蔚前去協助她。一旁的金克丝以为蔚对凯特琳有所偏爱，遂在桥上引爆一群机器昆虫，导致马可斯和随行执法者丧命，凯特琳则受伤。艾科和金克丝在凯特琳和蔚撤退回皮尔特沃夫时进行对决；他虽然击败她却无法给予最后一击，以致让金克丝引爆了附近的手榴弹。                                                            |   |                        |                          |                            |                |
| 8 | 8 | 油和水                 | 帕斯卡·查魯、阿諾·德蘿兒 | 班·聖約翰、茉莉·聖約翰     | 2021年11月20日 |
| 希尔科在爆炸后发现重伤的金克丝以及她设法偷回的宝石，她被带到辛吉德那里疗伤。当金克丝忍受辛吉德的治疗时，幻觉让她以为是蔚和凯特琳讓她带来了痛苦。在注射了大量微光剂后，她的眼睛变成紫色。同一时间，在梅尔的哥哥被暗杀后，她母亲来到皮尔特沃夫，试图让她为正在酝酿与祖安的战争做准备。前议员黑默丁格走访祖安以便帮助当地人，路上遇到了艾克，他在躲避金克丝的手榴弹时摔断了腿。于此同时，维克特用海克斯核心治疗身体的努力获得了成功，他的腿已经痊愈并且能够跑步。然而，对海克斯核心的进一步实验导致他童年的朋友和助手斯凯的死亡。在未能说服委员会相信希尔科是威胁后，蔚放弃了凯特琳而改与杰斯合作，捣毁了希尔科的微光工厂。在海克斯科技的武器装备下，他们击败了用微光强化的军队。然而，杰斯意外地杀了一名童工。回到家后，凯特琳被金克丝绑架了。                                                          |   |                        |                          |                            |                |
| 9 | 9 |                        | 帕斯卡·查魯、阿諾·德蘿兒 | 克里斯汀·林克、艾力克斯·葉 | 2021年11月20日 |
| 童工的死让杰斯意识到城市之间战争的潜在代价，遂与希尔科达成和平约定，用金克丝交换祖安的独立。艾克向黑默丁格透露他的藏身之处并一起著手帮助底城居民。维克特对斯凯的死感到内疚，遂要杰斯承诺摧毁海克斯核心。同时，希尔科对要在祖安和金克丝之间做选择而感叹時，无意间被金克丝听到而以为他即将背叛她。在痛殴塞蔚卡后，蔚被金克丝绑走，醒来后发现被绑在餐桌旁，希尔科和凯特琳也被绑着。金克丝交给蔚一把手枪，要她在凯特琳和自己之间做选择。蔚拒绝了并呼唤她的童年记忆，导致金克丝罹患创伤后压力症。希尔科挣脱束缚后开枪差点射中蔚，接著被狂躁不安的金克丝开枪击倒，希尔科再次表示对她的爱怜，随后死在她怀里。金克丝最终接受了她的新身份，及已与蔚分道扬镳的事实。她将海克斯科技宝石裝入火箭发射器，并在皮尔特沃夫议会批准杰斯提出让祖安独立的建议时，朝议会厅发射。                                          |   |                        |                          |                            |                |

### 第二季（2024年）
| 第一幕 |   |                    |                                                        |                                      |                |
| 10     | 1 | 欲戴王冠，必承其受 | 阿诺·德洛德、巴特雷米·莫努里、帕斯卡·查鲁、埃蒂安·马特 | 阿曼达·奥弗敦                        | 2024年11月9日  |
| 11     | 2 | 任它化為灰燼       | 阿诺·德洛德、巴特雷米·莫努里、玛丽埃塔·雷恩            | 尼克·卢丁顿                          | 2024年11月9日  |
| 12     | 3 | 總算叫對名字       | 阿诺·德洛德、巴特雷米·莫努里、克里斯特尔·阿布格拉尔    | 亨利·琼斯                            | 2024年11月9日  |
| 第二幕 |   |                    |                                                        |                                      |                |
| 13     | 4 |                    | 阿诺·德洛德、巴特雷米·莫努里、玛丽埃塔·雷恩            | 格雷厄姆·麦克尼尔                    | 2024年11月16日 |
| 14     | 5 |                    | 阿诺·德洛德、巴特雷米·莫努里                           | 克里斯蒂娜·费尔斯克、焦万纳·萨尔基斯 | 2024年11月16日 |
| 15     | 6 |                    | 阿诺·德洛德、巴特雷米·莫努里                           | 艾力克斯·叶                          | 2024年11月16日 |
| 第三幕 |   |                    |                                                        |                                      |                |
| 16     | 7 | 假裝是第一次       | 阿诺·德洛德、巴特雷米·莫努里                           | 阿曼达·奥弗敦                        | 2024年11月23日 |
| 17     | 8 | 殺人會循環         | 阿诺·德洛德、巴特雷米·莫努里                           | 艾力克斯·叶、阿曼达·奥弗敦           | 2024年11月23日 |
| 18     | 9 | 指甲縫裡的泥       | 阿诺·德洛德、巴特雷米·莫努里                           | 艾力克斯·叶、克里斯汀·林克           | 2024年11月23日 |

## 製作
拳头游戏的CEO尼科洛·勞倫特表示《奧術》第一季的製作費時六年。
《奧術》的製作流程與標準行業慣例不同。本劇概念最初產於克里斯汀·林克，由於拳頭遊戲在2015年起探索如電影預告、音樂形式等傳播媒體，以協助與強化玩家與IP的連結。但當時的宣傳內容皆無對話。之後拳頭遊戲並未尋找專門製作電視動畫的新動畫工作室，而是決定繼續與為他們製作音樂影片的Fortiche合作。拳頭遊戲將作品瞄準於「成人」動畫市場，而非更成熟的電玩改編動畫的市場。
《奧術》首次於遊戲10週年慶典上對外公布故事背景即設定在《英雄聯盟》的虛構世界，官方也於2021年9月宣布 海莉·史坦菲德、艾拉·彭内爾、凱文·阿歷詹卓、梁佩诗、傑森·史匹塞克、托克絲·歐拉岡多耶、JB·布蘭克、哈里·勞埃德加入配音陣容。
《奧術》第一季上線後，拳頭遊戲和Netflix於2021年11月20日宣佈第二季正在製作中，將於2022年後上線。2023年，其他消息指稱第二季將於2024年底首播，之後於11月在Netflix非常癮迷週正式確認將於2024年11月上線，後於2024年6月宣告其為最終季。兩季的總預算為2.5億美元。

## 發行

### 市場營銷
拳头游戏在旗下遊戲內的活動推廣《奧術》的播映，這些遊戲包含《英雄联盟》、和的「Riot x《奧術》」（RiotX Arcane）。也與非拳頭遊戲出品的遊戲如、和《Among Us》聯合促銷。
拳頭遊戲於2021年11月6日在Twitch直播《奧術》的首播集，播映地區涵蓋全球。部分內容創作者經由拳頭遊戲核准，即可共同上傳本劇前三集，在Netflix影集之中，這種情況尚屬首次，官方也讓觀眾收看影集後獲得旗下遊戲的獎勵。獎勵包含在《英雄联盟》（奧術典藏罐）、（「真有趣」表情）、（「新發明 & 酷玩意」聯盟精靈蛋）、（「一滴眼淚」表情）和（「惡鯊」槍枝吊飾）之中。本劇於Twitch的首播共計180萬名觀眾同時收看。
2021年11月21日，Netflix與拳頭遊戲聯合Secret Cinema在加州洛杉磯開發將玩家帶入《奧術》世界的沉浸式體驗，這種體驗「配有客制化的背景故事和任務，真正模糊演員與觀眾間的差異。玩家在危機四伏的陰暗地底世界探索，將會碰到各種居民——奇怪的、陰險的，或是友好的。」

### 播映
第一季最初定於2020年上線，但受COVID-19疫情影響而延期至2021年。並於2021年11月6日正式在Netflix和騰訊視頻首播，首季共9集，每3集整合為一幕，並於每週各上架一幕，持續三週。第二季兼最終季同樣分為三幕，於2024年11月9日起分三週上線。

### 影碟發行
GKIDS於2024年6月宣布取得《奧術》第一季的影碟版權。數位版將於2024年9月24日發行，4K藍光版則將於10月8日發行。

### 音樂
2021年11月，第一季的歌曲在亚马逊音乐發行。在中國大陸播映的片頭曲則改為陳奕迅主唱的孤勇者。
| 英雄聯盟：奧術原聲帶 | 英雄聯盟：奧術原聲帶       | 英雄聯盟：奧術原聲帶                                     | 英雄聯盟：奧術原聲帶           | 英雄聯盟：奧術原聲帶 |
| 曲序                 | 曲目                       | 词曲                                                     | 演唱                           | 时长                 |
| -------------------- | -------------------------- | -------------------------------------------------------- | ------------------------------ | -------------------- |
| 1.                   | Playground                 | 馬科、賽巴斯汀·納揚德                                    | 碧·米勒                        | 3:50                 |
| 2.                   | Our Love                   | 柯蒂斯·哈爾丁、山姆·科恩                                 | 柯蒂斯·哈爾丁、潔絲敏·蘇莉雯   | 3:38                 |
| 3.                   | Goodbye                    | 馬科                                                     | Ramsey                         | 3:51                 |
| 4.                   | Dirty Little Animals       | Bones UK、賽巴斯汀·納揚德                                | Bones UK                       | 3:25                 |
| 5.                   | 敵人                       | 謎幻樂團、JID                                            | 謎幻樂團、JID                  | 2:53                 |
| 6.                   | Guns for Hire              | 馬科                                                     | Woodkid                        | 3:46                 |
| 7.                   | Misfit Toys                | 普沙·T Mako                                              | 普沙·T、馬科                   | 3:09                 |
| 8.                   | Dynasties and Dystopia     | 登泽尔·柯里 Gizzle （ 英语 ： Gizzle） 布倫·喬伊 （ 英语 ： Bren Joy） | 登澤爾·柯里、Gizzle、布倫·喬伊 | 2:58                 |
| 9.                   | Snakes                     | Pvris （ 英语 ： Pvris） MIYAVI                               | Pvris、MIYAVI                  | 2:41                 |
| 10.                  | When Everything Went Wrong | Fantastic Negrito                                        | Fantastic Negrito              | 3:13                 |
| 11.                  | What Could Have Been       | 馬科                                                     | 史汀、陳銳                     | 3:33                 |
| 总时长：             | 总时长：                   | 总时长：                                                 | 总时长：                       | 36:57                |

## 迴響

### 评价
根据評論匯總网站爛番茄汇总的26篇评论文章，100%的评论家给予该作正面评价，平均打分为9.1分（满分10分）。

### 榮譽
《奧術》於2022年3月12日舉行的第49屆安妮獎上入圍九項大獎，均全數獲獎。
| 年份 | 獎項                                  | 類別                                                                             | 入圍者 | 結果 | 來源   |
| ---- | ------------------------------------- | -------------------------------------------------------------------------------- | --- | ---- | ------ |
| 2022 | 第49屆安妮獎                          | 最佳動畫（普遍級）                                                               | 當高牆倒下 | 獲獎 | [ 33 ] |
| 2022 | 第49屆安妮獎                          | 最佳特效                                                                         | Guillaume Degroote、Aurélien Ressencourt、Martin Touzé、Frédéric Macé、Jérôme Dupré（油與水） | 獲獎 | [ 33 ] |
| 2022 | 第49屆安妮獎                          | 最佳角色動畫                                                                     | Léa Chervet（你造就的怪物） | 獲獎 | [ 33 ] |
| 2022 | 第49屆安妮獎                          | 最佳角色設計                                                                     | Evan Monteiro（有些謎題還是不解為妙） | 獲獎 | [ 33 ] |
| 2022 | 第49屆安妮獎                          | 最佳導演                                                                         | Pascal Charrue、Arnaud Delord、Barthelemy Maunoury（你造就的怪物） | 獲獎 | [ 33 ] |
| 2022 | 第49屆安妮獎                          | 最佳美術指導                                                                     | Julien Georgel、Aymeric Kevin、Arnaud Baudry（進步日快樂！） | 獲獎 | [ 33 ] |
| 2022 | 第49屆安妮獎                          | 最佳分鏡腳本                                                                     | Simon Andriveau（當高牆倒下） | 獲獎 | [ 33 ] |
| 2022 | 第49屆安妮獎                          | 最佳配音                                                                         | Ella Purnell（當高牆倒下） | 獲獎 | [ 33 ] |
| 2022 | 第49屆安妮獎                          | 最佳劇本                                                                         | Christian Linke、Alex Yee（你造就的怪物） | 獲獎 | [ 33 ] |
| 2022 | 金卷軸獎                              | 最佳音效剪輯—非戲劇類動畫                                                        | Brad Beaumont、Eliot Connors、Alexander Temple、Shannon Beaumont、Alexander Ephraim、Dan O' Connell、John Cucci、Alex Seaver（當高牆倒下）                                                                                    | 獲獎 | [ 34 ] |
| 2022 | British Film Editors Cut Above Awards | 最佳影集剪輯：動畫組                                                             | Ivan Bilancio、Gilad Carmel、Roberto Fernandez, Lawrence Gan, Martin Jay, Benjamin Massoubre, Ernesto Matamoros Cox, Nazim Meslem, Emmanuel Pilinski, David Ian Salter                                                        | 獲獎 | [ 35 ] |
| 2022 | 第74屆艾美獎                          | Outstanding Animated Program                                                     | Christian Linke、Marc Merrill、Brandon Beck、Jane Chung、Thomas Vu、Jerôme Combe、Melinda Wunsch Dilger、Pascal Charrue、Arnaud Delord、Alex Yee、Ash Brannon、Conor Sheehy、Barthelemy Maunoury、David Lyerly （當高牆倒下） | 獲獎 |        |
| 2022 | 第74屆艾美獎                          | Outstanding Sound Editing for a Comedy or Drama Series (Half-Hour) and Animation | Brad Beaumont、Eliot Connors、Shannon Beaumon、Alex Ephraim、Alexander Temple、Alex Seaver、Dan O'Connel、John Cucci（當高牆倒下）                                                                                            | 提名 |        |
| 2022 | 第74屆艾美獎                          | Outstanding Sound Editing for a Comedy or Drama Series (Half-Hour) and Animation | Bruno Couchinho（背景設計）（當高牆倒下） | 獲獎 |        |
| 2022 | 第74屆艾美獎                          | Outstanding Sound Editing for a Comedy or Drama Series (Half-Hour) and Animation | Julien Georgel （美術設計）（進步日快樂！） | 獲獎 |        |
| 2022 | 第74屆艾美獎                          | Outstanding Sound Editing for a Comedy or Drama Series (Half-Hour) and Animation | Anne-Laure To（色彩腳本）（小男孩大救星） | 獲獎 |        |
| 2022 | 雨果奖                                | 最佳戲劇呈現：短篇                                                               | Christian Linke, Alex Yee, Conor Sheehy, Ash Brannon, Pascal Charrue與Arnaud Delord（你造就的怪物） | 提名 | [ 36 ] |
| 2022 | 公告牌音乐奖                          | 最佳原聲帶                                                                       | 奧術 | 提名 | [ 37 ] |
| 2022 | 遊戲大獎「TGA」                       | 最佳改編(遊戲相關的動畫/劇集/電影改編)                                           | 電馭叛客：邊緣行者 ; 茶杯頭大冒險 ; 音速小子2 ; 秘境探險 | 獲獎 |        |

## 外部連結
- 在Netflix上觀看《奧術》
- 互联网电影数据库（IMDb）上《奧術》的资料（英文）